# قصر الجب
قصر الجب أو عين الجب هو حصن روماني قديم، يقع أقصى شمال منخفض واحة مركز الخارجة في الصحراء الغربية. ويبعد حوالي 45 كم شمال مدينة الخارجة. ويعد أكبر حصن روماني في الواحة، شُيد قصر الجب على تبة عالية على بعد حوالي 2 كم فقط من قصر السميرة وهو نسخة طبق الأصل من حصن الجب والذي يمكن رؤيته من الطريق الرئيسي.
كان قصر الجب هو آخر مصدر للمياه في منخفض الخارجة خلال العصر الروماني. ويعتقد أنه كان بمثابة برج مراقبة ومنارة لإرشاد وتوجيه المسافرين داخل وخارج الواحة، حيث يمكن رؤية كل الصحراء الواقعة بين المنحدرات الشرقية والغربية من الحصن. وهو مبني من الطوب اللبن مع جدران خارجية بسمك 2.5 م وأبراج مستديرة مدعمة في أركانها متصلة بحاجز على طول الجزء العلوي من الجدران. انهارت المداخل على الجانبين الشرقي والجنوبي للحصن بالإضافة إلى معظم الجدار الشرقي، لكن لا يزال باقي المبنى في حالة جيدة، كذلك يحتفظ الجدار الجنوبي بمدخله المقوس. كان المبنى في الأصل مكوناً من ثلاثة طوابق وبالإمكان رؤية الدرج الموجود على الجانب الجنوبي المؤدي إلى الحاجز. ضم الحصن العديد من الغرف الضيقة المتقاربة، ولا تزال بقايا ست غرف مقببة للحامية موجودة على طول الجانبين الشرقي والغربي للفناء. يوجد تحت الحصن أيضاً نظام قنوات مائية وهو جزء من نظام هيدروليكي متطور ومعقد للغاية يتصل بالواحة.
يُعتقد أن قصرا السومرية والجب قد شُيدا معاً على الأرجح في القرن الخامس الميلادي كجزء من سلسلة الحصون الرومانية التي شيدت في الصحراء الغربية، وقد أعاد الجيش التركي استخدامهما خلال الفترة العثمانية.